# خيرونيمو أرانغو
خيرونيمو أرانغو (بالإسبانية: Jerónimo Arango)‏ هو شخصية أعمال مكسيكي، ولد في 1927 في المكسيك.